# Jacques-Joseph Ruffiandis
Jacques-Joseph Ruffiandis (Mosset, 13 de març del 1887 - Perpinyà, 21 de novembre del 1956) va ser un professor, escriptor i militar nord-català.

## Biografia
El seu avi Jacques Ruffiandis (1823-1891) va ser alcalde de Mosset en dos mandats entre 1871 i 1884. El 1904 entrà a l'Escola Normal i en sortí tres anys més tard com a primer de la seva promoció. Entre el 1907 i el 1908 passà un any fent de professor adjunt de primària a Ceret. Del 1908 al 1910 va fer el servei militar i assolí el grau de sotstinent de la reserva; va restar afectat al 53è. Regiment d'Infanteria (un regiment "català"). De tornada del servei va fer de mestre a Canet de Rosselló fins que fou mobilitzat el 3 d'agost del 1914 (primera guerra mundial).
Entrà en combat el 15 d'agost, i el 5 de desembre ja va ser nomenat tinent. Al 29 de març del 1915 fou nomenat cavaller de la Legió d'Honor; rebé el grau de capità el maig del 1915. El 25 de setembre del 1915 va ser ferit davant el Mont Sans Nom (segona batalla de la Xampanya). Tres anys més tard, l'11 de novembre del 1918 va ser nomenat cap de batalló, graduació que retingué fins a ser desmobilitzat el 29 de març del 1919.
De tornada a l'ensenyament, va ser director de l'escola de La Roca d'Albera (1919-1926). Participà en les activitats de l'"Amical dels Antics del 53è i del 253è". El 1923 rebé la distinció d'Oficial de la Legió d'Honor, com ja havia rebut la Creu de Guerra. A l'1 d'octubre del 1926 va ser nomenat director de l'escola annexa a l'Escola Normal de Perpinyà.
El 1938 ascendí a tinent coronel i va ser novament mobilitzat el 6 d'agost del 1939; fou designat comandant del dipòsit d'instrucció del 16è Cos d'Exèrcit a Narbona. D'aquesta destinació passà als batallons d'instrucció dels regiments 15è i 81è fins que el 25 de febrer del 1940 fou nomenat comandant de la 16a. Mitja Brigada de Caçadors (força de tres batallons). S'enfrontaren a l'enemic el 10 de maig i començaren la retirada cap al sud. L'armistici del 25 de juny el trobà amb 275 homes dels 3.000 amb què havia iniciat la contesa. Va ser breument desmobilitzat el juliol, però el règim de Vichy el va fer el 19 de setembre del 1940 president de la Legió de Combatents dels Pirineus Orientals. L'1 d'octubre del 1942 es retirà de l'ensenyament. Acabada la Segona Guerra Mundial, Ruffiandis va ser arrestat i jutjat el 24 d'agost del 1944 pel seu paper afí a Vichy; al novembre va ser internat al camp de Ribesaltes. Al juny de l'any següent va ser condemnat a cinc anys d'indignació nacional, amb suspensió dels seus drets de jubilació pel període. A partir de l'agost ingressà al camp de Noèr (Alta Garona) i a l'octubre del mateix any fou alliberat, amb exili de Perpinyà fins a l'abril del 1946. Posteriorment va ser afectat per les lleis d'amnistia del 16 d'agost del 1947, la del 5 de gener del 1951 i la del 1953, però amb pèrdua del grau, títols i condecoracions.
Dibuixant, músic i escriptor aficionat, Ruffiandis publicà el 1948 la primera edició del llibre Un vieux village: Mosset. Entre el juliol i l'agost del 1953 publicà diversos articles a L'Indépendant amb el pseudònim J. Dufrasini, jugant amb les lletres del seu nom. Modernament hom ha publicat a Le Journal des Mossétans fragments de la seva obra Souvenirs pour mes fils et petits fils.

## Obres
- Carnets de route d'un ancien du 53e Perpignan: imprimerie de l'Indépendant, 1936
- Allocutions du Chef de la Légion Perpinyà: Imprimerie de l'Indépendant, 1941-1942
- Un vieux village: Mosset edició ciclostilada, 1948 (reedicions 1961-1962, 1970 i 1987)
- Souvenirs pour mes fils et petits fils, publicats en lliuraments a Le Journal des Mossétans 2001 a 2010 «Enllaç».